# Saut en hauteur féminin aux championnats du monde d'athlétisme 2017
Pour un article plus général, voir Championnats du monde d'athlétisme 2017.
Navigation
Pékin 2015 Doha 2019
L'épreuve du saut en hauteur féminin des championnats du monde de 2017 se déroule les 10 et 12 août 2017 dans le Stade olympique de Londres, au Royaume-Uni. Elle est remportée par la Russe Mariya Lasitskene.

## Records et performances

### Records
Les records du saut en hauteur femmes (mondial, des championnats et par continent) étaient avant les championnats 2017 les suivants.  
| Record                    | Athlète                               | Pays           | Résultat | Lieu                                   | Date                            |
| ------------------------- | ------------------------------------- | -------------- | -------- | -------------------------------------- | ------------------------------- |
| Record du monde           | Stefka Kostadinova                    | Bulgarie       | 2,09 m   | Rome, Italie                           | 30 août 1987                    |
| Record des championnats   | Stefka Kostadinova                    | Bulgarie       | 2,09 m   | Rome, Italie                           | 30 août 1987                    |
| Record d'Afrique          | Hestrie Cloete                        | Afrique du Sud | 2,06 m   | Paris, France                          | 31 août 2003                    |
| Record d'Asie             | Marina Aitova                         | Kazakhstan     | 1,99 m   | Athènes, Grèce                         | 13 juillet 2009                 |
| Record d'Amérique du Nord | Chaunte Lowe                          | États-Unis     | 2,05 m   | Des Moines                             | 26 juin 2010                    |
| Record d'Amérique du Sud  | Solange Witteveen                     | Argentine      | 1,96 m   | Oristano, Italie                       | 8 septembre 1997                |
| Record d'Europe           | Stefka Kostadinova                    | Bulgarie       | 2,09 m   | Rome, Italie                           | 30 août 1987                    |
| Record d'Océanie          | Vanessa Browne-Ward Alison Inverarity | Australie      | 1,98 m   | Perth, Australie Ingolstadt, Allemagne | 12 février 1989 17 juillet 1994 |

Aucun de ces records n'a été battu au cours de ces championnats.

### Meilleures performances de l'année 2017
Les dix athlètes les plus performants de l'année sont, avant les championnats (au 29 juillet 2017), les suivants.
|    | Athlète                    | Pays        | Marque | Lieu              | Date             |
| -- | -------------------------- | ----------- | ------ | ----------------- | ---------------- |
| 1  | Mariya Lasitskene          | Russie      | 2,06 m | Lausanne          | 6 juillet 2017   |
| 2  | Vashti Cunningham          | États-Unis  | 1,99 m | Sacramento        | 23 juin 2017     |
| 3  | Nafissatou Thiam           | Belgique    | 1,98 m | Götzis            | 27 mai 2017      |
| 3  | Kamila Lićwinko            | Pologne     | 1,98 m | Padoue            | 16 juillet 2017  |
| 5  | Marie-Laurence Jungfleisch | Allemagne   | 1,97 m | Villeneuve-d'Ascq | 25 juin 2017     |
| 5  | Oksana Okuneva             | Ukraine     | 1,97 m | Kropyvnytskyi     | 6 juillet 2017   |
| 5  | Yuliya Levchenko           | Ukraine     | 1,97 m | Monaco            | 21 juillet 2017  |
| 8  | Morgan Lake                | Royaume-Uni | 1,96 m | Birmingham        | 1er juillet 2017 |
| 8  | Inika McPherson            | États-Unis  | 1,96 m | Madrid            | 14 juillet 2017  |
| 10 | Katarina Johnson-Thompson  | Royaume-Uni | 1,95 m | Götzis            | 27 mai 2017      |
| 10 | Iryna Gerashchenko         | Ukraine     | 1,95 m | Kropyvnytskyi     | 22 juin 2017     |

## Critères de qualification
Pour être qualifié automatiquement pour ces championnats, il faut avoir franchi 1,94 m ou plus entre le 1er octobre 2016 et le 23 juillet 2017. Il est également possible d'être invité à participer, pour qu'au final la compétition puisse compter 32 athlètes.

## Médaillées
| Or                | Argent           | Bronze          |
| Mariya Lasitskene | Yuliya Levchenko | Kamila Lićwinko |

## Résultats

### Finale
| Rang               | Athlète                    | Pays                       | 1.84 | 1.88 | 1.92 | 1.95 | 1.97 | 1.99 | 2.01 | 2.03 | 2.08 | Marque | Notes |
| ------------------ | -------------------------- | -------------------------- | ---- | ---- | ---- | ---- | ---- | ---- | ---- | ---- | ---- | ------ | ----- |
| Médaille d'or      | Mariya Lasitskene          | Athlètes neutres autorisés | o    | o    | o    | o    | o    | x—   | o    | o    | xxx  | 2,03   |       |
| Médaille d'argent  | Yuliya Levchenko           | Ukraine                    | o    | o    | o    | o    | o    | o    | xo   | xxx  |      | 2,01   | PB    |
| Médaille de bronze | Kamila Lićwinko            | Pologne                    | o    | o    | xo   | xo   | xxo  | o    | xx—  | x    |      | 1,99   | =NR   |
| 4                  | Marie-Laurence Jungfleisch | Allemagne                  | o    | o    | o    | o    | xxx  |      |      |      |      | 1,95   |       |
| 5                  | Katarina Johnson-Thompson  | Royaume-Uni                | o    | o    | xo   | o    | xxx  |      |      |      |      | 1,95   | =SB   |
| 6                  | Morgan Lake                | Royaume-Uni                | o    | o    | o    | xo   | xxx  |      |      |      |      | 1,95   |       |
| 7                  | Mirela Demireva            | Bulgarie                   | o    | o    | o    | xxx  |      |      |      |      |      | 1,92   | =SB   |
| 7                  | Airinė Palšytė             | Lituanie                   | o    | o    | o    | xxx  |      |      |      |      |      | 1,92   | =SB   |
| 9                  | Inika McPherson            | États-Unis                 | —    | xo   | o    | xxx  |      |      |      |      |      | 1,92   |       |
| 10                 | Vashti Cunningham          | États-Unis                 | o    | o    | xxo  | xxx  |      |      |      |      |      | 1,92   |       |
| 11                 | Michaela Hrubá             | Tchéquie                   | o    | xo   | xxo  | xxx  |      |      |      |      |      | 1,92   |       |
| 12                 | Ruth Beitia                | Espagne                    | o    | o    | xxx  |      |      |      |      |      |      | 1,88   |       |

### Qualifications
Pour se qualifier pour la finale, il faut réussir un saut à 1,94 m ou faire partie des 12 meilleures athlètes. Comme seules 12 sauteuses ont réussi à arriver à 1,92 m, elles sont donc toutes qualifiées automatiquement pour la finale.
| Rang | Groupe | Nom                        | Nationalité                | 1.80 | 1.85 | 1.89 | 1.92 | 1.94 | Marque | Notes |
| ---- | ------ | -------------------------- | -------------------------- | ---- | ---- | ---- | ---- | ---- | ------ | ----- |
| 1    | B      | Mariya Lasitskene          | Athlètes neutres autorisés | —    | o    | o    | o    | —    | 1.92   | q     |
| 1    | B      | Kamila Lićwinko            | Pologne                    | —    | o    | o    | o    | —    | 1.92   | q     |
| 3    | B      | Yuliya Levchenko           | Ukraine                    | o    | o    | o    | o    | —    | 1.92   | q     |
| 4    | A      | Inika McPherson            | États-Unis                 | —    | o    | xo   | o    | —    | 1.92   | q     |
| 5    | A      | Katarina Johnson-Thompson  | Royaume-Uni                | o    | o    | xo   | o    | —    | 1.92   | q     |
| 6    | A      | Vashti Cunningham          | États-Unis                 | o    | o    | o    | xo   | —    | 1.92   | q     |
| 6    | A      | Airinė Palšytė             | Lituanie                   | o    | o    | o    | xo   | —    | 1.92   | q     |
| 6    | B      | Mirela Demireva            | Bulgarie                   | o    | o    | o    | xo   | —    | 1.92   | q, SB |
| 6    | B      | Morgan Lake                | Royaume-Uni                | o    | o    | o    | xo   | —    | 1.92   | q     |
| 10   | B      | Michaela Hrubá             | Tchéquie                   | o    | o    | xo   | xo   | —    | 1.92   | q     |
| 11   | B      | Ruth Beitia                | Espagne                    | o    | o    | o    | xxo  | —    | 1.92   | q     |
| 11   | A      | Marie-Laurence Jungfleisch | Allemagne                  | o    | o    | o    | xxo  | —    | 1.92   | q     |
| 13   | A      | Levern Spencer             | Sainte-Lucie               | o    | o    | o    | xxx  |      | 1.89   |       |
| 14   | B      | Iryna Gerashchenko         | Ukraine                    | o    | o    | o    | xxx  |      | 1.89   |       |
| 14   | B      | Maruša Černjul             | Slovénie                   | o    | o    | o    | xxx  |      | 1.89   |       |
| 16   | A      | Irina Gordeyeva            | Athlètes neutres autorisés | o    | xo   | o    | xxx  |      | 1.89   |       |
| 17   | A      | Kimberly Williamson        | Jamaïque                   | o    | xxo  | o    | xxx  |      | 1.89   |       |
| 18   | B      | Sofie Skoog                | Suède                      | o    | o    | xo   | xxx  |      | 1.89   |       |
| 19   | B      | Alessia Trost              | Italie                     | o    | o    | xxo  | xxx  |      | 1.89   |       |
| 20   | A      | Oksana Okuneva             | Ukraine                    | o    | xxo  | xxo  | xxx  |      | 1.89   |       |
| 21   | B      | Nadiya Dusanova            | Ouzbékistan                | o    | o    | xxx  |      |      | 1.85   |       |
| 21   | A      | Erika Kinsey               | Suède                      | o    | o    | xxx  |      |      | 1.85   |       |
| 21   | B      | Alyxandria Treasure        | Canada                     | o    | o    | xxx  |      |      | 1.85   |       |
| 21   | A      | Marija Vuković             | Monténégro                 | o    | o    | xxx  |      |      | 1.85   |       |
| 25   | A      | Ana Šimić                  | Croatie                    | o    | xo   | xxx  |      |      | 1.85   |       |
| 26   | A      | Tatiána Goúsin             | Grèce                      | xo   | xxo  | xxx  |      |      | 1.85   |       |
| 27   | B      | Elizabeth Patterson        | États-Unis                 | o    | xxx  |      |      |      | 1.80   |       |
| 28   | A      | Erika Furlani              | Italie                     | xo   | xxx  |      |      |      | 1.80   |       |
| 29   | B      | Linda Sandblom             | Finlande                   | xxo  | xxx  |      |      |      | 1.80   |       |
| 30   | A      | Nicola McDermott           | Australie                  | xxx  |      |      |      |      | NM     |       |

## Légende
Records et Performances
- AR : Record continental (area record)
- CR : Record des championnats (championship record)
- MR : Record du meeting (meet record)
- NR : Record national (national record)
- OR : Record olympique (olympic record)
- PR : Record paralympique (paralympic record)
- PB : Record personnel (personal best)
- SB : Meilleure performance personnelle de la saison (season's best)
- WL : Meilleure performance mondiale de l'année (world leader)
- WJR : Record du monde junior (world junior record)
- WR : Record du monde (world record)

Circonstances et Conditions
- DNF : N'a pas terminé (did not finish)
- DNS : N'a pas pris le départ (did not start)
- DQ : Disqualification (disqualification)
- NM : Aucun essai valable enregistré (No Mark)
- Q : Qualifié « directement » au prochain tour (ou à la prochaine compétition), lors d'une compétition majeure, grâce au classement ou à la réalisation des minima (automatic qualifier)
- q : Qualifié au prochain tour (ou à la prochaine compétition), lors d'une compétition majeure, grâce au repêchage ou à la réalisation de l'une des meilleures performances parmi celles des « non qualifiés directement » (grâce au meilleur temps ou à la meilleure distance par exemple) (secondary qualifier)